# Atsushi Inaba
Atsushi Inaba (稲葉 敦志?, Inaba Atsushi; Kanazawa, 28 agosto 1971) è un autore di videogiochi e imprenditore giapponese.

## Biografia
È stato amministratore delegato e produttore di Clover Studio, azienda sussidiaria di Capcom, fino alla sua chiusura nel 2007, e con essa ha sviluppato videogiochi quali Viewtiful Joe, Ōkami e God Hand. Attualmente è a capo della divisione di sviluppo di PlatinumGames.
Nel 2009 è stato inserito al 49º posto nella lista dei "100 migliori autori di videogiochi di tutti i tempi" di IGN.

## Lavori
- Bomberman World – (1992, Arcade)
- R-Type Leo – (1992, Arcade)
- Samurai Shodown – (1993, Arcade)
- Biohazard Code: Veronica Complete Edition – (2001, Dreamcast)
- Devil May Cry – (2001, PlayStation 2)
- Phoenix Wright: Ace Attorney – (2001, Game Boy Advance)
- Granbo – (2001, Game Boy Advance)
- Black Black – (2002, Game Boy Advance)
- Steel Battalion – (2002, Xbox)
- Phoenix Wright: Ace Attorney - Justice for All – (2002, Game Boy Advance)
- Viewtiful Joe – (2003, GameCube)
- Steel Battalion: Line of Contact – (2004, Xbox)
- Phoenix Wright: Ace Attorney - Trials and Tribulations – (2004, Game Boy Advance)
- Viewtiful Joe 2 – (2004, GameCube/PlayStation 2)
- Viewtiful Joe: Red Hot Rumble – (2005, GameCube/2006, PlayStation Portable)
- Viewtiful Joe: Double Trouble! – (2005, Nintendo DS)
- Ōkami – (2006, PlayStation 2)
- God Hand – (2006, PlayStation 2)
- MadWorld – (2009, Wii)
- Infinite Space – (2009, Nintendo DS)
- Vanquish – (2010, PlayStation 3, Xbox 360)
- Anarchy Reigns – (2012, PlayStation 3, Xbox 360)
- The Wonderful 101 – (2013, Wii U)
- Metal Gear Rising: Revengeance – (2013, PlayStation 3, Xbox 360, Microsoft Windows)
- Bayonetta 2 – (2014, Wii U)
- Star Fox Zero – (2016, Wii U)
- Star Fox Guard (2016, Wii U)
- Nier: Automata – (2017, PlayStation 4, Microsoft Windows)
- Scalebound – (2017, Xbox One, Microsoft Windows —— cancellato)
- Lost Order – (TBA, Android, iOS)